# Fariborz Lachini
Fariborz Lachini (فریبرز لاچینی) est un compositeur de bandes originales de films, né le 25 août 1949 en Iran. Il vit actuellement au Canada.

## Discographie
- 2009 : Golden Memories
- 2006 : Golden Autumn 3
- 2006 : Best Soundtracks of Fariborz Lachini - Vol.1
- 2005 : Sepidar
- 2005 : Last Word of Nowadays
- 2003 : Waves of Memories 2
- 2002 : A Letter
- 2001 : Pandemonium of Fire and Water
- 2000 : For Your Birthday
- 2000 : Waves of Memories 1
- 1998 : The Tribe of Love
- 1994 : Songs of the Sun Land
- 1993 : Loneliness Verses
- 1992 : Wolf's Trail Soundtrack
- 1992 : Golden Autumn 2
- 1991 : In a Cold Winter Night
- 1991 : Golden Autumn 1
- 1990 : Pomegranate and Cane
- 1989 : Childish
- 1987 : Boz Boz Ghandi
- 1977 : Other Songs
- 1976 : Songs of Seasons and Colors
- 1976 : Argaman

## Filmographie en tant que compositeur
- 2007 : La Chambre noire (Canada)
- 2007 : My Pink Shirt (Canada)
- 2006 : Wedding Dinner (Iran)
- 2005 : 365 Boots on Ground (USA)
- 2005 : Requiem of Snow (Iran/Iraq)
- 2005 : I saw Your Father Last Night, Aida (Iran/USA)
- 2005 : Redemption at 8:20 (Iran)
- 2005 : Top of Tower (Iran)
- 2004 : Salam (Iran/Afghanestan)
- 2004 : Non Stop to Tokyo (Iran)
- 2003 : Boutique (Iran)
- 2003 : Black Eyes (Iran)
- 2003 : Donya (Iran)
- 2003 : Poison of Honey (Iran)
- 2002 : Disturbant (Iran)
- 2000 : Friends (Iran)
- 1999 : Youth (Iran)
- 1998 : Stranger (Iran)
- 1998 : Tootia (Iran)
- 1997 : Claws in Dust (Iran)
- 1997 : Wounded (Iran)
- 1996 : Unforgiven (Iran)
- 1996 : Javanmard (Iran)
- 1995 : Born Loser (Iran)
- 1995 : Trap (Iran)
- 1995 : Utterly Cold Blooded (Iran)
- 1994 : Lost Paradise (Iran)
- 1994 : Bluff (Iran)
- 1994 : Jewel Mountain (Iran)
- 1994 : The Wolf's Trail (Iran)
- 1993 : Once and For All (Iran)
- 1992 : The Man in the Mirror (Iran)
- 1991 : Life's Luck (Iran)
- 1990 : Snake's Fang (Iran)
- 1990 : The Singing Cat (Iran)
- 1990 : Sun's Blade (Iran)
- 1989 : Pomegranate and Cane (Nar-o-Ney) (Iran)
- 1979 : Maryam and Mani (Iran)
- 1978 : Baba Khaldar (Iran)